# Sous-ensemble cofini
En mathématiques, un sous-ensemble cofini X d'un ensemble Y est un sous-ensemble de Y dont le complémentaire est fini.
On a les propriétés suivantes : 
- X est fini si et seulement si Y l'est ;
- Si X est infini, il a la même cardinal que Y, c'est-à-dire que X et Y peuvent être mis en bijection (en supposant l'axiome du choix).